# Giovanni Mercati
Giovanni Mercati (17. prosince 1866, Reggio Emilia – 23. srpna 1957, Vatikán) byl italský kardinál římskokatolické církve. Od roku 1936 až do své smrti působil jako archivář Vatikánského tajného archivu a knihovník Vatikánské knihovny a v roce 1936 byl povýšen na kardinála.

## Životopis

### Mládí a studia
Giovanni Mercati se narodil ve Villa Gaida v Reggio Emilia ve zbožné křesťanské rodině. Byl druhým ze čtyř bratrů, starší a třetí bratr byli rovněž kněží, stejně jako jeho strýc Giuseppe Mercati, který působil jako farář v Castellaranu. Giovanniho otec, veterinář, byl blízkým přítelem redemptoristů z kláštera Madonna dell'Olmo v Montecchio Emilia a po uzavření kláštera v roce 1859 byla značná část jeho knihovny umístěna v Mercatiho domě.
V letech 1876 až 1882 studoval Mercati v menším kněžském semináři v Marole v Reggio Emilia a získal licenciát ginnasiale. V roce 1883 nastoupil na klasické lyceum Spallanzani a později do semináře v Reggio Emilia. Na kněze byl vysvěcen 21. září 1889 a poté byl poslán na další studia do Říma, kde pobýval v papežském Lambardově semináři a studoval na Papežské gregoriánské univerzitě, která mu v létě 1891 udělila doktorát teologie. Spolu s ním byl v Římě ve stejném semináři i jeho bratr Angelo (který se později proslavil redigováním oficiálního seznamu papežů). V tomto období v Římě Giovanni často navštěvoval veřejná zasedání Accademia di Conferenze storico-giuridiche a v únoru 1890 mu bylo umožněno používat Vatikánskou knihovnu. Po získání doktorátu Mercati až do roku 1893 absolvoval povinnou vojenskou službu ve Florencii jako zdravotník (soldato di sanità).

### Působení ve Vatikánu
Dne 9. listopadu 1893 byl zvolen doktorem Ambrosiánské knihovny v Miláně (kde se spřátelil s Achillem Rattim, pozdějším papežem Piem XI.) a v říjnu 1898 byl papežem Lvem XIII. povolán k práci ve Vatikánské knihovně. V letech 1902 až 1906 byl Mercati členem Historicko-liturgické komise a 31. ledna 1903 byl jmenován konzultorem Papežské komise pro biblická studia. Dne 2. srpna 1904 mu byl udělen čestný titul domácího preláta Jeho Svatosti a 23. října 1919 byl jmenován prefektem Vatikánské knihovny. V létě 1930 byl z osobních zdravotních důvodů zproštěn administrativních povinností v knihovně. Dne 12. ledna 1936 byl Mercatimu udělen čestný titul apoštolského protonotáře.
Papež Pius XI. ho 15. června 1936 na konzistoři jmenoval kardinálem-diakonem v San Giorgio in Velabro, aby ho o tři dny později, 18. června, jmenoval knihovníkem a archivářem Svaté římské církve. Mercati byl jedním z kardinálů volitelů, kteří se zúčastnili papežského konkláve v roce 1939, na němž byl zvolen papež Pius XII. V prvních letech druhé světové války byl kardinál, známý odpůrce fašismu, chráněn a podporován řadou emigrantů z Německa. V letech 1951 až 1952 působil jako camerlengo kolegia kardinálů. Byl plodným spisovatelem a velkým humanistou, rozuměl aramejštině i složitostem automobilových závodů a raketové techniky; byl dokonce označen za „nejvzdělanějšího preláta, který byl za posledních sto let povýšen do posvátného purpuru.“
V roce 1946, k jeho 80. narozeninám, mu byl věnován šestisvazkový festschrift Miscellanea Giovanni Mercati s příspěvky badatelů z celého světa a o deset let později byl připraven další. V roce 1965 vyšlo posmrtně vydání fragmentů hexapláru, které objevil v roce 1893.
Kardinál Mercati zemřel na infarkt ve Vatikánu ve věku 90 let. Je pohřben ve svém kardinálském kostele San Giorgio in Velabro v Římě.